# Ferdinando Contini
Ferdinando Contini (Modena, 5 maggio 1900 – Modena, 19 febbraio 1977) è stato un calciatore italiano, di ruolo difensore.

## Carriera
Terzino cresciuto nell'Audax, passò al Modena al termine della prima guerra mondiale e rimase nel giro dei titolari per sette stagioni.